# Ватанен, Сами
Са́ми Ва́танен (фин. Sami Vatanen; род. 3 июня 1991, Йювяскюля) — финский хоккеист, защитник. Игрок сборной Финляндии. Бронзовый призёр Олимпийских игр 2014 года. Олимпийский чемпион 2022 года. Чемпион мира 2022 года.

## Биография
Воспитанник клуба ЮП из родного города Ювяскюля. За три сезона в СМ-лиге провёл 177 матчей, забросил 38 шайб, сделал 76 результативных передач.
На драфте Национальной хоккейной лиги 2009 был избран в четвёртом раунде клубом «Анахайм Дакс».
В Северную Америку переехал в 2013 году. Во время локаута играл за фарм — клуб «Норфолк Эдмиралс», выступающий в Американской хоккейной лиге. Со следующего сезона стал игроком основного состава «Анахайм Дакс».
В 2017 году «Анахайм» обменял Ватанена и условный выбор в третьем раунде драфта в 2019 или 2020 году в «Нью-Джерси». В феврале 2020 года «Нью-Джерси» обменял Ватанена в «Каролину», но уже в январе 2021 года он вернулся в «Нью-Джерси».
Выступал за юниорскую и молодёжную сборные Финляндии. Бронзовый призёр юниорского чемпионата мира 2009. Защищал цвета национальной сборной на Олимпийских играх 2014 в Сочи.